# Nguyễn Bá Anh
Nguyễn Bá Anh (.. - 3/2022) là một chính khách Việt Nam, cựu Chủ tịch Ủy ban nhân dân tỉnh Đắk Lắk nhiệm kỳ (1996 - tháng 10 năm 1999).
Sinh huyện Mộ Đức - Quảng Ngãi năm 1954 tập kết ra bắc, học và sau đó làm việc tỉnh Cao Bằng với công việc là kỷ sư nông nghiệp. 
Năm 1975 vào tỉnh Quảng Đức (sau đó nhập với Dac lac) làm lãnh đạo huyên Dacnong sau đó huyện Dacrlap.
Năm 1988 Giám đốc Sở Nông nghiệp – Lương thực Đắk Lắk giai đoạn 1988-1989, đơn vị này từ Sở Nông nghiệp Đắk Lắk đổi tên thành Sở Nông nghiệp – Lương thực.
Năm 1989 giám đốc sở Sở Nông – Lâm nghiệp giai đoạn 1989-1993 theo Quyết định 799/QĐ-U của UBND tỉnh Đắk Lắk ngày 04/10/1989 sáp nhập Sở Nông nghiệp – Lương thực với Sở Lâm nghiệp thành Sở Nông – Lâm nghiệp
Phó chủ tịch UBND tỉnh giai đoạn 1993-1996.